# Sign Language Studies
Sign Language Studies ist eine vierteljährlich erscheinende peer-reviewte Fachzeitschrift, die sich mit Grundlagen- und angewandter Forschung zu Gebärdensprachen beschäftigt. Sie wurde 1972 von William Stokoe von der Gallaudet University als erstem Chefredakteur gegründet. Sie behandelt sprachliche, kulturelle und pädagogische Themen. Ceil Lucas war auch Chefredakteur.

## Geschichte
Die Zeitschrift wurde von William Stokoe gegründet und die erste Ausgabe erschien 1972. Von 1973 bis 1975 wurde die Zeitschrift mit Unterstützung von Thomas Sebeok über Mouton and Company und die Indiana University veröffentlicht. Anschließend wurde die Zeitschrift von Stokoes Verlag Linstok Press in Silver Spring herausgegeben. Stokoe entschied sich seit der Gründung der Zeitschrift dafür, die Ausgaben fortlaufend zu nummerieren. Linstok Press blieb bis zum Winter 1996 der Herausgeber der Zeitschrift und die letzte von Linstok gedruckte Ausgabe war die Nummer 93.
Nach Stokoes Tod übernahm Gallaudet University Press im Jahr 2000 nach einer dreijährigen Pause die Veröffentlichung. Die Nummerierung der Zeitschrift wurde mit „Volume 1, Issue 1“ neu gestartet. David F. Armstrong, der seit 1986 im Redaktionsausschuss tätig war, wurde neuer Herausgeber der Zeitschrift. Armstrong war Herausgeber bis 2009, als Ceil Lucas die Leitung übernahm. Die aktuellen Herausgeber (Stand 2021) sind Erin Wilkinson und Pilar Pinar.

## Herausgeber
Folgende Personen sind bzw. waren Chefredakteure:
- William C. Stokoe (1972-1996)
- David F. Armstrong (2000-2009)
- Ceil Lucas (2009–2021)
- Erin Wilkinson and Pilar Pinar (2021-heute)